# Ofensiva de Tell Abyad
A Ofensiva de Tell Abyad, também conhecida por "Operação Mártir Rubar Qamışlo", foi uma operação militar iniciada em finais de maio de 2015 na zona norte da província de Raqqa, durante a Guerra Civil Síria, liderada pelas Unidades de Proteção Popular (YPG) e pelo Exército Livre Sírio (ELS) contra o Estado Islâmico do Iraque e do Levante (EI/EIIL). A campanha foi fundamentalmente a segunda fase da operação curda, que começou com a Ofensiva de al-Hasakah Ocidental. O foco da campanha era capturar a cidade fronteiriça de Tell Abyad e, unificar o cantão de Kobanî com o cantão de Jazira no norte da Síria.

## Antecedentes
Durante maio de 2015, o YPG e aliados recapturaram 4.000 quilómetros quadrados de território na zona ocidental da província de al-Hasakah numa grande ofensiva, expulsando o Estado Islâmico da região. As forças curdas capturaram Mabrukah, na zona rural de Tell Tarmer, e vastas áreas da zona rural de Ras al-Ayn.

## Ofensiva

### Avanço a Suluk

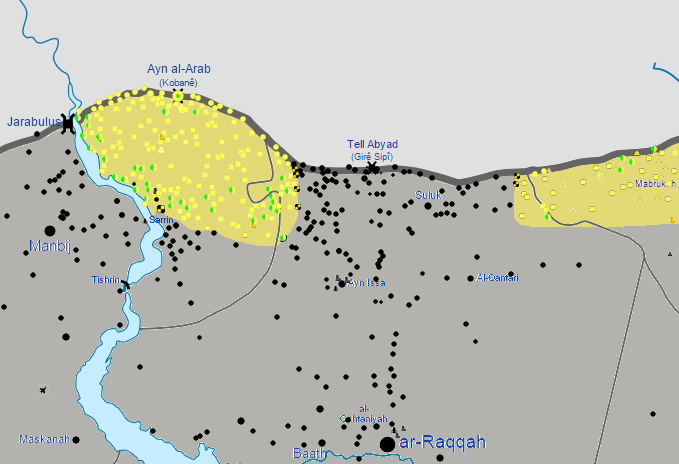
Situação na região de Tell Abyad a 31 de maio, data do início da ofensiva

A 31 de maio, YPG-ELS capturaram quatro localidades na fronteira provincial entre Raqqa e al-Hasakah. Ao mesmo tempo, as forças curdas na zona leste do cantão de Kobanî em direcção a Tell Abyad, com as forças do YPG e ELS a terem 4.000 combatentes nas linhas de fogo. Mais de 35 combatentes do EIIL foram mortos na ofensiva curda a 1 de junho. A 2 de junho, o Estado Islâmico, segundo relatos, mobilizou 1.500 jihadistas para a região de Tell Abyad, com reforços a irem para ocidente de Tell Abyad, para travar a ofensiva do YPG-ELS. Também foi relato que o EIIL estava a reforçar os arredores de Tell Abyad, incluindo a implantação de minas nas estradas e casas para Tell Abyad com explosivos, especialmente nas aproximações ocidentais de Kobanî.
Até 2 de junho, as forças do YPG e do ELS na fronteira leste do Cantão de Kobanî lançaram uma ofensiva para Tell Abyad, avançando para Saada, a meio caminho entre o limite do Cantão e Tell Abyad até 4 de junho. Ao mesmo tempo, as forças do YPG e da ELS do Cantão de Jazira avançaram para as aldeias vizinhas à cidade de Suluk. No entanto, os reforços do Estado Islâmico bloquearam o avanço da frente de Kobani.
Em 7 de junho, o YPG, apoiado pelo ELS, lançou um ataque a leste de Suluk e capturou várias aldeias a sudoeste de Ras al-Ayn, a oeste do limite provincial oriental da região de Raqqa.
Entre 8 e 9 de junho, o YPG e as forças aliadas capturaram duas aldeias a leste da cidade de Suluk. Os combates provocou 21 combatentes do EIIL, incluindo comandantes, mortos.
Em 10 de junho, o YPG e as forças aliadas capturaram uma colina e cinco aldeias a leste de Suluk, enquanto um número de pessoas deslocadas da cidade chegaram à cidade de Raqqa.
Entre 11 e 12 de junho, o YPG e as forças aliadas capturaram a parte oriental de Suluk e algumas aldeias próximas, mas foram forçados a retirar-se de Salouk devido a minas plantadas no dia seguinte.
Até 13 de junho, o YPG, apoiado pelo ELS, estava a 10 km de Tell Abyad, enquanto o YPG e os rebeldes sitiavam Suluk e suas unidades avançavam no campo oriental de Kobani. Naquele dia, milhares de sírios da região buscaram refúgio na Turquia, mas foram impedidos pelas forças turcas. Enquanto isso, o Estado Islâmico explodiu a ponte principal a leste de Tell Abyad, na tentativa de bloquear o avanço do YPG-ELS. Pelo menos 16 militantes do EI foram mortos durante o dia.
Até 14 de junho, o YPG e as forças aliadas estavam a 5 km de Tell Abyad, capturando cerca de 20 aldeias ao sudeste da cidade, depois do Estado Islâmica retirar a maioria das suas forças da região. Enquanto isso, 150 militantes do EI ameaçaram deixar Tell Abyad, devido à falta de apoio do alto comando do EIIL. O YPG e as forças aliadas também capturaram Salouk, depois do Estado Islâmico se retirar da cidade cercada. O cerco durou 48 horas. Mais tarde naquele dia, um activista curdo afirmou que a Turquia abandonou o posto fronteiriço, o que permitiu que combatentes do EIIL entrassem no Turqia e  escapassem da zona de conflito, enquanto Elijah J. Magnier informou que a Turquia abriu temporariamente sua fronteira por aproximadamente 2.000 refugiados sírios. De acordo com um activista baseado em Raqqa, ISIL despojou o hospital de Tell Abyad de todos os seus equipamentos e transportou-o para Raqqa. YPG e forças aliadas avançaram para o sudeste e sudoeste de Tell Abyad, capturando várias aldeias, enquanto o EIIL explodiu duas pontes.

### Ligação dos Cantões, captura de Tell Abyad
Durante a noite de 14 de junho, um bombista suicida do EIIL detonou-se perto de um ponto de controlo do YPG na zona rural do sudoeste de Tell Abyad, matando quatro combatentes do YPG e dois membros da equipa médica. Enquanto isso, o YPG e as forças aliadas entraram na cidade pelo oeste e leste. Aviões da CJTF-OIR, coligação liderada pelos Estados Unidos, bombardearam uma sede do Estado Islâmico dentro da cidade pouco depois disso. Foi relatado que cerca de 600 militantes do EI foram presos em Tell Abyad pelas forças avançadas de YPG e ELS, que ameaçavam abandonar suas posições se não recebessem mais reforços.
Em 15 de junho, o YPG e as forças aliadas capturaram Mashor Tahtani, a sudeste de Tell Abyad e capturaram a estrada Tell Abyad-Raqqa, sitiando a cidade fronteiriça estratégica de Tell Abyad e conectando os dois cantões curdos de Kobanî e Jazira. As forças curdas que chegam do oeste e do leste ligaram-se na aldeia de Qaysariyeh, três quilómetros ao sul de Tell Abyad. Mais tarde naquele dia, as forças curdas e rebeldes capturaram a fronteira de Tell Abyad e a parte leste e sul da cidade. Algum tempo depois, as forças aliadas capturaram a maior parte de Tell Abyad, enquanto alguns enclaves do Estado Islâmico permaneceram dentro da cidade. Cerca de 40 militantes do EI foram mortos enquanto tentavam fugir da cidade para Ayn Issa. Outros fugiram com sucesso da cidade.
No dia seguinte, o YPG e as forças aliadas capturaram Tell Abyad, e posições reforçadas em torno da cidade e o posto fronteirço, enquanto o EIIL reforçou as suas próprias posições a norte da cidade de Raqqa. Ao mesmo tempo, o YPG teria trazido reforços da região de Al-Hasakah, para evitar que o Estado Islâmico reabra as rotas de abastecimento para Tell Abyad. Após a captura de Tell Abyad, surgiram disputas entre o YPG e o Exército de Retribuição do Exército Livre Sírio, que resultou com que os combatentes do Exército da Retribuição abandonassem a ofensiva e fossem para a Turquia.

### Captura da Base da Brigada 93, Ayn Issa e parte da estrada M4
Em 15 de junho, YPG e rebeldes capturaram a aldeia de Shunaynah ao sul de Tell Abyad, reduzindo o controle do EI na região para um enclave cercado exactamente a oeste de Tell Abyad e um trecho de terra entre Ayn Issa e Al-Qartari, até ao sul de Tell Abyad. As forças da YPG e do ELS também entraram em Ayn Issa no mesmo dia, e apesar dos relatórios subsequentes de que as forças rebeldes haviam capturado a cidade, finalmente foi revelado que os combatentes do EIIL ainda estavam presentes e lutando pelo controle da cidade.
Em 17 de junho, os primeiros refugiados voltaram para Tell Abyad, depois de fugirem para a Turquia. Naquele dia, centenas de combatentes curdos chegaram a posições do YPG na região de Alepo, enquanto um grande incêndio explodiu na zona rural ao sul de Kobanî. Mais tarde, em 17 de junho, o enclave do EI a oeste de Tell Abyad entrou em colapso sob pressão das forças da YPG e do ELS, com vários comandantes do Estado Islâmico a fugirem para Turquia graças a subornos. Também foi revelado que forças do Estado Islâmico ainda estavam combatendo contra membros do ELS e YPG pelo controlo de Ayn Issa, embora as forças do YPG e ELS tivessem capturado algumas aldeias ao oeste de Ayn Issa.
Em 19 de junho, o YPG, apoiado pelos rebeldes do ELS, avançou na zona rural a sul de Tell Abyad, capturando uma vila e chegando à localidade de Ali Bajliyya dois dias depois. No mesmo dia, o EI lançou um contra-ataque a leste de Ayn Issa, retomando a cidade, mas não pôde avançar para além da estrada M4. Também foi revelado que, apesar ter reforços, o Estado Islâmico tinha um número insuficiente de combatentes para manter as suas posições. Os demais combatentes do EI supostamente fortaleceram as suas posições ao longo das margens do rio, perto de Tell Abyad, bem como a estrada que liga Raqqa a Tell Abyad, mantendo pequenas unidades a leste do curso de água.
Em 22 de junho, as forças curdas capturaram a base militar da Brigada 93 ao EI, a sudoeste de Ayn Issa, e avançar para sete quilómetros da própria cidade. Os combatentes do EIIL na área recuaram para o leste e em direção a Ayn Issa. No mesmo dia, foi relatado que civis na cidade de Ayn Issa estavam evacuando, em antecipação ao confronto iminente entre as forças do YPG-ELS e EIIL. Também foi relatado que 2.000 civis que fugiram Tell Abyad para a Turquia voltaram para a cidade. No dia seguinte, as forças curdas entraram nos arredores de Ayn Issa, e sitiaram a cidade. Em 23 de junho, o YPG e o ELS capturaram Ayn Issa, excepto os silos de grãos, depois dos combatentes do EIIL se retirarem da cidade. No entanto, horas depois, dois grupos de combatentes ISIL conseguiram voltar a entrar em Ayn Issa. Ao mesmo tempo, foi relatada uma grande migração de civis da cidade de Raqqa para al-Tabqa. No final do dia, as forças curdas e os combatentes do ELS estavam com controlo total de Ayn Issa e da região vizinha, trazendo-os a uma distância de 50 km da cidade de Raqqa. No mesmo dia, as forças do YPG e do ELS avançaram para o sul de Tell Abyad, capturando várias aldeias. As forças do YPG também capturaram a aldeia de Abu Naytulah, ao noroeste de Ayn Issa.
Em 24 de junho, as forças lideradas pelo YPG capturaram a aldeia de Shakrak, localizada a leste de Ayn Issa. Os curdos também capturaram a aldeia de Khirbat Hadla, a sudoeste de Ayn Issa, trazendo-os dentro de 35 quilómetros de Raqqa. Até 25 de junho, as forças lideradas pelo YPG também capturaram a parte restante da estrada M4 na província de Raqqa, conectando completamente as linhas de fogo e consolidando o controlo das estradas com direcção a Raqqa.
A captura de Ayn Issa e da estrada M4 na província de Raqqa no norte bloquearam a linha de abastecimento do EI entre as províncias de Alepo e Al-Hasakah.

### Contra-ataque do EI e fim da ofensiva

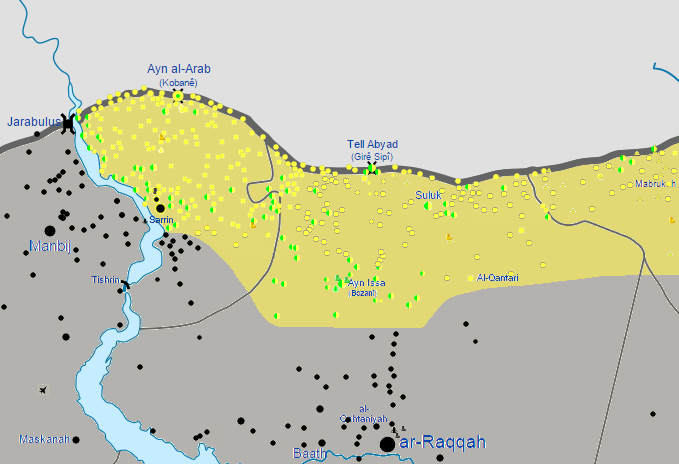
Tell Abyad, após o final da ofensiva

Em 25 de junho, militantes do EIIL lançaram um ataque na cidade de Kobanî, em retaliação pelos recentes avanços curdos nas regiões de Al-Hasakah e Tell Abyad.
Em 28 de junho, mais de seis militantes do EI foram mortos e mais de 17 foram feridos na zona rural a sul de Tell Abyad. No mesmo dia, foi relatado que combatentes do EIIL no lado turco da fronteira entre a Síria e a Turquia estavam a prepara-se para um ataque perto de Tell Abyad.
Em 30 de junho, o Estado Islâmico invadiu Tell Abyad, com a ajuda de células dormentes, apoderando-se de um distrito nos subúrbios a leste da cidade. O YPG respondeu rapidamente e tentou cercar os militantes. No dia seguinte, o YPG recuperou totalmente o controlo de Tell Abyad, matando três combatentes do EIIL, enquanto outro se explodiu com um cinturão explosivo. Dois outros ficaram feridos, mas foi relatado terem escapado para a Turquia. Em 3 de julho, membros infiltrados do EIIL atacaram a aldeia de Qinetra, perto de Tell Abyad, ao longo da fronteira sírio-turca, com um carro-bomba e 4 bombistas suicidas. O ataque foi repelido, mas causou a morte de 2 combatentes do ELS e 6 combatentes do EIIL.
Em 6 de julho, ISIL recuperou Ayn Issa, após um enorme contra-ataque que deixou dezenas de combatentes do YPG mortos ou feridos, incluindo um ataque em Sharakrak. No dia seguinte, as forças lideradas pelo YPG recapturaram 11 aldeias perto de Ayn Issa que perderam no dia anterior, incluindo Sharakrak, mas a cidade Ayn Issa ainda era controlada pelo EIIL, e os combates continuaram em torno da cidade. Em 8 de julho, o YPG recuperou Ayn Issa. Pelo menos 69 combatentes do EIIL e 5 combatentes do YPG morreram durante os combates, com mais 78 combatentes do EIIL mortos graças ataques aéreos da Coligação. Em 9 de julho, o EIIL lançou outro contra-ataque em Ayn Issa, mas este assalto foi repelido até 10 de julho. Mais tarde, no mesmo dia, o YPG que tinha concluído a ofensiva com sucesso.

## Reacções

### Reacções Internacionais
- Estados Unidos: Os EUA expressaram a sua preocupação, através de um porta-voz do Departamento de Estado, por causa de potenciais abusos de direitos humanos pelos combatentes curdos, que provocou a fuga de milhares de árabes e turcomenos.[53]
- Turquia: O presidente turco, Recep Tayyip Erdoğan, afirmou que a potencial captura de Tell Abyad por forças curdas representa uma "ameaça directa" para a Turquia e expressou preocupação pela fuga de árabes e turcomenos. Erdogan acusou as forças curdas de ocupar regiões árabes, fruto dos avanços curdos em território controlado pelo Estado Islâmico.[54][55]